# Marienkirche, Husum

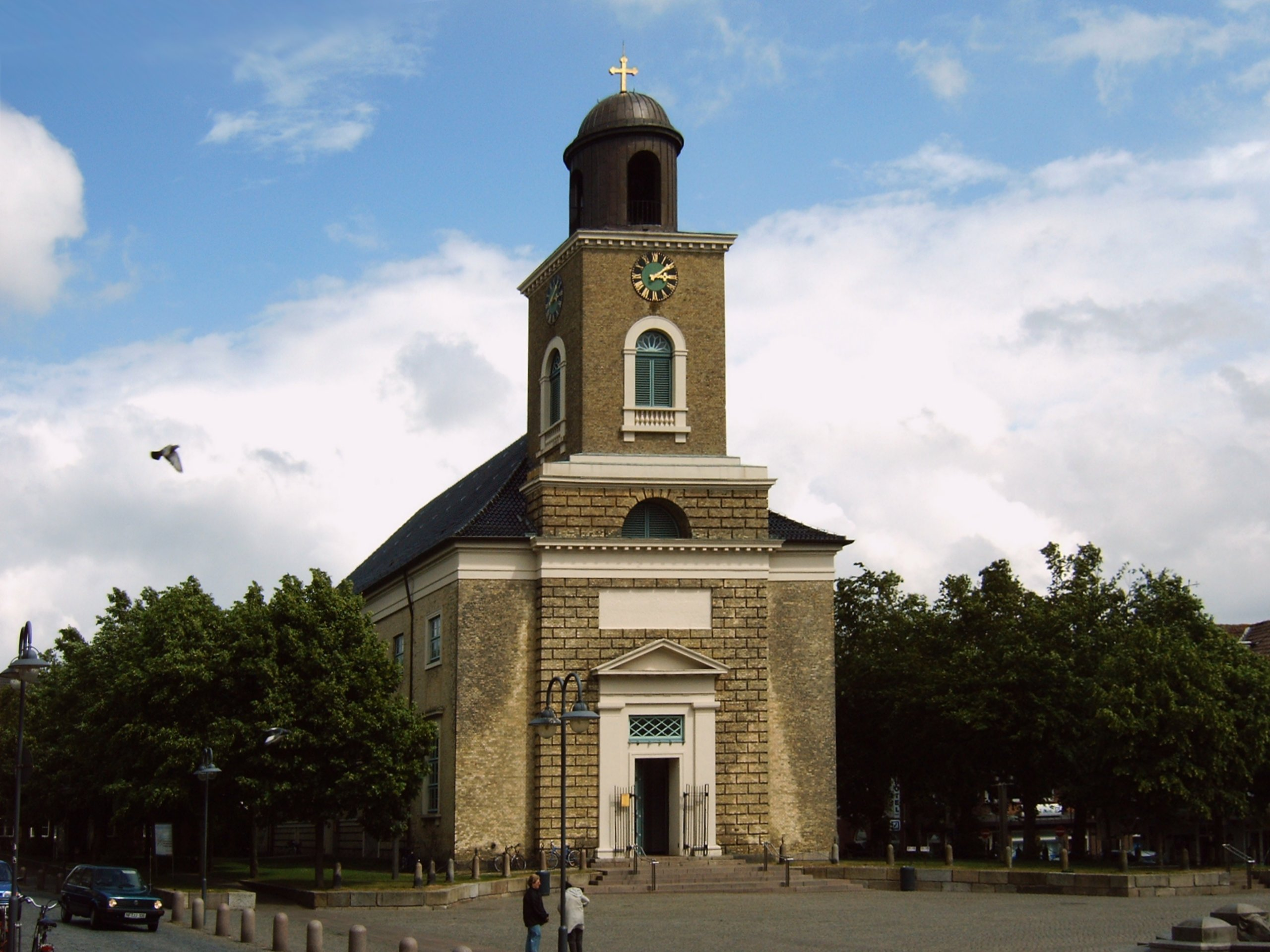
Marienkirche i Husum.

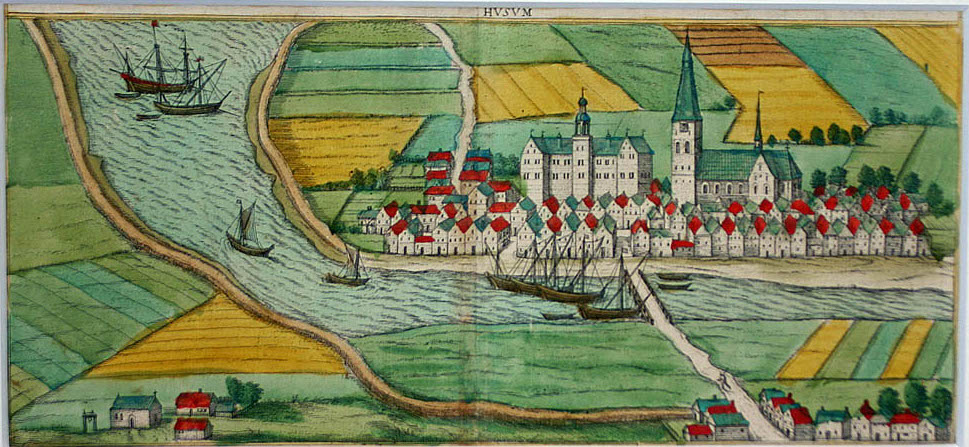
I denna stadsvy från 1598 ser man den gamla Marienkirche, höger om Schloss vor Husum (da: Husum Slot). Kyrktornet var innan det revs i början av 1800-talet nästan 100 meter högt.

Marienkirche (da: Mariekirke alt Vor Frue Kirke) är en kyrka i Husum i Schleswig-Holstein, vilken byggdes 1829-1833.
Arkitekten var dansken Christian Frederik Hansen, vars föräldrar kom från Husum. Kyrkan blev uppförd i en framträdande klassicistisk stil. Kyrkan är Husums huvudkyrka.
Delar av inventarierna är äldre än kyrkan, bland annat bronsdopfunten från 1643 och ett epitafium från 1572. Den nuvarande stadskyrkan uppfördes efter att den gamla från 1436 revs 1807, på grund av den hade blivit i så dåligt skick. Innan dess genomgick föregångaren ett stort antal ombyggnader.
I början av 1800-talet var den gamla Marienkirche stor som en katedral med ett 96 meter högt torn, kan jämföras med Schleswigs domkyrka som idag har ett kyrktorn som mäter 112 meter, men det senare uppfördes så sent som 1894. Fram till 1431 hörde Husum till grannsocknen Mildstedt (da: Mildsted).

## Övrigt
I Husum finns även Husum danske Kirke, vars församling tillhör Dansk Kirke i Sydslesvig. Dess tornlösa kyrka uppfördes 1991, efter ritningar av den danske arkitekten Alan Havsteen-Mikkelsen (1938-2002). År 1993 skänkte Danmarks drottning Ingrid av Sverige kyrkan ett krucifix skapat av konstnären Sven Havsteen-Mikkelsen (1912-1999).